# Hildegardia cubensis
Hildegardia cubensis är en malvaväxtart som först beskrevs av Ignatz Urban, och fick sitt nu gällande namn av André Joseph Guillaume Henri Kostermans. Hildegardia cubensis ingår i släktet Hildegardia och familjen malvaväxter. Inga underarter finns listade i Catalogue of Life.